# FC Nevers 58
Câu lạc bộ bóng đá Nevers 58, còn được gọi đơn giản là Nevers, là một câu lạc bộ bóng đá có trụ sở tại thị trấn Nevers, Pháp. Câu lạc bộ được thành lập vào năm 1948 và sân vận động của họ là Stade des Senets, với sức chứa 1.500.

## Lịch sử
Nevers Football trải qua thời hoàng kim vào những năm 1970. Đáng chú ý, câu lạc bộ đã chơi hai lần ở Ligue 2, trong mùa giải 1973-74 và sau đó là mùa 1975-76. Gần ba thập kỷ sau, dưới sự quản lý của Daniel Bréard, Nevers đã giành giải Division d'Honneur de Bourgogne năm 2009 và được thăng hạng lên Championnat de France Amateur 2, giải hạng 5 của bóng đá Pháp, cho mùa giải 2009-10. Mặc dù đội hình được củng cố, Nevers đã bị xuống hạng trở lại đến DH Bourgogne mùa giải 2010-11.

## Danh hiệu
Tính đến  ngày 7 tháng 8 năm 2013. 

### Quốc nội
- Division d'Honneur de Bourgogne: 1
  - 2009